# مدفع جاليليو

مدفع جاليليو

مدفع جاليليو، جهاز لتوضيح مبدأ الحفاظ على الزخم الخطي. يحتوي المدفع على كومة من الكرات بدءا من الكرات الكبيرة والثقيلة عند قاعدة المكدس إلى الكرات الأصغر حجما وأخف وزنا في الجزء العلوي. تهدف التجربة إلى دراسة كيفية إسقاط تلك الكرات على الأرض وانتقال الطاقة الحركية من الكران السفلية والثقيلة إلى الكرات الأعلى والأخف.

## التجربة
للوهلة الأولى يبدو السلوك غير بديهي لكنه في الواقع هو ما تنص عليه مبدأ الحفاظ على الزخم. تكمن الصعوبة الرئيسية في الحفاظ على ترتيب الكرات أثناء السقوط. شملت التجارب الأولى أنواع من الغراء أو الشرائط أو الأنابيب وأحيانا شبكة لمحاذاة الكرات.
من الممكن إظهار المبدأ وإجراء التجربة بشكل أكثر بساطة من خلال كرتين فقط ككرة سلة وكرة تنس. يقوم مشرف التجربة بوضع كرة التنس فوق كرة السلة بتوازن تام واسقاط الكرتين على الأرض. نلاحظ في التجربة ارتداد كرة التنس عدة كرات للارتفاع التي كانت عليه.

## في العصر الحديث
قامت منظمة إدموند للتجارب العلمية بتطوير مدفع جاليليو وبيعه تحت اسم "أستروبلاستر"، تربط الكرات فيه بواسطة سلك شد ثقيل للحفاظ على محاذات جميع الكرات كما أخذت في الاعتبار مبادئ السلامة ووفرت نظارات واقية لحماية أعين اللاعبين.

## موسوعة جينيس
في 25 مايو 2016، حمل الدكتور براين غرين على الرقم القياسي لأطول ارتداد لمدفع جاليليو بعد إجراء التجربة في حلقة من برنامج ذا ليت شو مع ستيفن كولبيرت قبل أن يتجاوزه سكوت بور وفريقه الفيزيائي في 2 يونيو 2018.

## وصلات خارجية
- تجربة مدفع جاليليو
- براين غرين يشرح مبادئ مدفع جاليليو في برنامج ذا ليت شو مع ستيفن كولبيرت.